# Перелигін Євген Юрійович
Євген Юрійович Перелигін (16 червня 1962, Дніпродзержинськ) — український дипломат. Надзвичайний і Повноважний Посол України в Італійській Республіці (2012—2020).

## Біографія
Народився 16 червня 1962 року в місті Дніпродзержинську на Дніпропетровщині. Магістр міжнародної економіки.
Освіта вища повна‚ спеціаліст, Всеросійська академія зовнішньої торгівлі, 1994 р., міжнародні економічні відносини, економіст зі знанням іноземної мови; вища повна‚ спеціаліст, Київський державний педагогічний інститут іноземних мов, 1985 р., іноземні мови, (іспанської та англійської).
З 1984 по 1985 — працював у Представництві державного комітету з економічного співробітництва СРСР на Кубі в галузі двостороннього співробітництва СРСР-Куба.
З 1990 по 1991 — працював у торговому представництві у Республіці Нікарагуа.
З 1992 — працював у Міністерстві зовнішніх економічних відносин України.
З 1992 — начальник відділу країн Центральної Європи Міністерства закордонних справ України.
З 1994 по 1995 — помічник міністра, згодом директор департаменту європейського регіонального співробітництва Міністерства закордонних справ України.
З 1996 по 1998 — повірений у справах України у Раді Європи, Страсбург, Франція.
З 1998 по 2000 — радник-посланник в Посольстві України в Південній Кореї.
У 2000 — директор Департаменту з економічного та наукового співробітництва.
З 2000 по 2003 — національний координатор України в Центральноєвропейській ініціативі.
З 2001 — Генеральний директор з питань європейської інтеграції Міністерства закордонних справ України та член Колегії Міністерства закордонних справ України.
З 01.2004 по 01.03.2006 — Надзвичайний та Повноважний Посол України в Ірландії.
З 03.2006 — Постійний Представник України у Раді Європи.
З лютого 2010 р. Перелигін керував напрямком європейської інтеграції в секретаріаті уряду.
31 Травня 2011 р. Євген Перелигін був призначений на посаду керівника департаменту європейської інтеграції Адміністрації Президента.
28 грудня 2012 року Євген Перелигін призначений указом Президента України Надзвичайним і Повноважним Послом України в Італійській Республіці.
18 жовтня 2013 року призначений Надзвичайним і Повноважним Послом України в Республіці Мальта
З 6 грудня 2013 року Надзвичайний і Повноважний Посол України в Республіці Сан-Марино за сумісництвом.
15 липня 2020 року — звільнений з посад Надзвичайного і Повноважного Посла України в Італійській Республіці, Надзвичайного і Повноважного Посла України в Республіці Мальта, Надзвичайного і Повноважного Посла України в Республіці Сан-Марино та Постійного представника України при Продовольчій та сільськогосподарській організації (ФАО) Організації Об'єднаних Націй..

## Громадська діяльність
У червні 2018 підтримав відкритий лист діячів культури, політиків і правозахисників із закликом до світових лідерів виступити на захист ув'язненого у Росії українського режисера Олега Сенцова й інших політв'язнів.